# Seznam dílů seriálu 13. okrsek
Toto je seznam dílů seriálu 13. okrsek.

## Přehled řad
| Řada | Díly | Premiéra v USA | Premiéra v USA | Premiéra v ČR     | Premiéra v ČR  |
| Řada | Díly | První díl      | Poslední díl   | První díl         | Poslední díl   |
| ---- | ---- | -------------- | -------------- | ----------------- | -------------- |
| 1    | 12   | 6. února 2017  | 24. dubna 2017 | 17. prosince 2017 | 27. ledna 2018 |

## Seznam dílů
| Č. v seriálu | Původní název        | Český název         | Režie             | Scénář                                            | Premiéra v USA  | Premiéra v ČR     |
| ------------ | -------------------- | ------------------- | ----------------- | ------------------------------------------------- | --------------- | ----------------- |
| 1            | Hard Reset           | Úplný reset         | Len Wiseman       | námět: David Slack scénář: David Slack a Matt Nix | 6. února 2017   | 17. prosince 2017 |
| 2            | Personal Matters     | Osobní záležitosti  | Duane Clark       | Trey Callaway a Matt Nix                          | 13. února 2017  | 23. prosince 2017 |
| 3            | Hate of Comrades     | Společná nenávist   | Oz Scott          | Tony Camerino                                     | 20. února 2017  | 24. prosince 2017 |
| 4            | Signal Loss          | Výpadek signálu     | Ami Canaan Mann   | Krystal Houghton Ziv                              | 27. února 2017  | 30. prosince 2017 |
| 5            | Above & Beyond       | Nad očekávání       | John Putch        | Christal Henry                                    | 6. března 2017  | 31. prosince 2017 |
| 6            | Daddy's Home         | Tátův návrat        | Darnell Martin    | Ingrid Escajeda                                   | 13. března 2017 | 6. ledna 2018     |
| 7            | Risky Business       | Riskantní podnik    | Craig Siebels     | Carly Sotteras                                    | 20. března 2017 | 7. ledna 2018     |
| 8            | Fueling Fires        | Spalující požáry    | Eriq La Salle     | Trey Callaway a Nick Hawthorne                    | 27. března 2017 | 13. ledna 2018    |
| 9            | Last Train to Europa | Poslední šance      | Matt Earl Beesley | Matt Pitts                                        | 3. dubna 2017   | 14. ledna 2018    |
| 10           | Strange Bedfellows   | Podivné spojenectví | Jeffrey Hunt      | Mo Masi                                           | 10. dubna 2017  | 20. ledna 2018    |
| 11           | Pandora's Box        | Pandořina skříňka   | Guy Norman Bee    | Matt Nix a Jorge Rivera                           | 17. dubna 2017  | 21. ledna 2018    |
| 12           | Ricochet             | Pod palbou          | Duane Clark       | Trey Callaway a Matt Nix                          | 24. dubna 2017  | 27. ledna 2018    |